# Офицерский переулок (Санкт-Петербург)
Офице́рский переулок — переулок в Петроградском районе Санкт-Петербурга. Проходит между улицей Красного Курсанта (бывшей Большой Спасской улицей) и Ждановской улицей.

## История
В 1719 году в этом районе была основана Инженерная школа. Здания её были расположены недалеко от берега Ждановки. Шесть улиц, проходивших на участке вокруг школы, в середине XVIII века назывались Инженерными. В 1762 году Инженерная школа была объединена с Дворянской школой (с 1800 года — Второй кадетский корпус). Рядом находилась Офицерская фехтовальная школа, далее — Пехотное юнкерское училище, Военно-топографическое училище, 1-я военная Гимназия и Военная прогимназия. От последних ведётся наименование Гимназического переулка, проходящего параллельно Офицерскому переулку. Таким образом, название Офицерского переулка связано с находившимися здесь учебными заведениями, готовившими офицерские кадры.
В 1918 году Офицерский переулок был переименован в переулок Декабристов, но в 1956 году вновь был назван Офицерским (в целях устранения одинаковых названий, так как переулок Декабристов есть в Василеостровском районе) — на этот раз, как следовало из официальной формулировки, «в честь офицеров Советской Армии».